# Saint-Maurice-Saint-Germain
Saint-Maurice-Saint-Germain is een gemeente in het Franse departement Eure-et-Loir (regio Centre-Val de Loire) en telt 355 inwoners (1999). De plaats maakt deel uit van het arrondissement Nogent-le-Rotrou.

## Geografie
De oppervlakte van Saint-Maurice-Saint-Germain bedraagt 12,3 km², de bevolkingsdichtheid is 28,9 inwoners per km².
De onderstaande kaart toont de ligging van Saint-Maurice-Saint-Germain met de belangrijkste infrastructuur en aangrenzende gemeenten.

## Demografie
Onderstaande figuur toont het verloop van het inwonertal (bron: INSEE-tellingen).